# Bongo Fury
Bongo Fury è un album, per larga parte live, che vide collaborare Frank Zappa e Captain Beefheart. Venne pubblicato nel 1975. È il ventesimo LP del compositore italoamericano.

## Il disco
La parte dal vivo venne registrata nel maggio del 1975 all'Armadillo World Headquarters di Austin, Texas. La parte in studio, invece, venne registrata nel gennaio del 1974 (durante la sessione di registrazioni che portò anche a One Size Fits All e alla maggior parte di Studio Tan). Fu la prima collaborazione tra i due artisti dal 1969, ovvero dalla produzione del disco di Frank Zappa intitolato Hot Rats.
L'album si evidenzia nella discografia di Zappa per essere l'ultimo a figurare la sua band dei primi anni settanta, quella apparsa in Apostrophe (') e Roxy & Elsewhere. Napoleon Murphy Brock canta nella traccia Advance Romance e nelle armonie in tre parti in Carolina Hard-Core Ecstasy. Captain Beefheart, qui nel suo unico tour insieme a Zappa e la sua band, canta in diversi brani, incluse le due brevi poesie da lui lette Sam With the Showing Scalp Flat Top e Man With the Woman Head. Bongo Fury, tra le altre cose, vide la prima apparizione di Terry Bozzio, che rimase il batterista ufficiale di Zappa fino al 1978.

## Tracce
Testi e musiche di Frank Zappa, The Mothers e Don Van Vilet eccetto dove indicato.
1. Debra Kadabra (Live) – 3:54
2. Carolina Hard-Core Ecstasy (Live) – 5:59
3. Sam With the Showning Scalp Flat Top (Live) – 2:51 (Don Van Vilet)
4. Poofter's Froth Wyoming Plans Ahead (Live) – 3:03
5. 200 Years Old – 4:32
6. Cucamonga – 2:24
7. Advance Romance (Live) – 11:17
8. Man With the Woman Head (Live) – 1:28 (Don Van Vilet)
9. Muffin Man (Live) – 5:34

### Muffin Man
Muffin Man è un celebre brano, inserito come traccia di chiusura nell'album discografico Bongo Fury di Frank Zappa pubblicato nel 1975.
La composizione è celebre soprattutto per il lungo assolo che la compone, considerato uno  fra migliori del chitarrista statunitense.
Nel 2010 Dweezil Zappa ripubblicò il brano, sovraincidendo l'assolo di chitarra a quello originale.
Il significato del brano non è chiaro e non è mai stato adeguatamente spiegato da Zappa; secondo alcuni narra la delusione nei confronti della classica vita borghese ripetitiva, più volte attaccata dall'autore stesso.
Il brano è incluso nella raccolta del 1995 Strictly Commercial, ed è stato sin dalla sua pubblicazione utilizzato come brano di chiusura dei concerti e presente in molti live del chitarrista statunitense.

## Formazione
- Terry Bozzio - batteria
- Napoleon Murphy Brock - sassofono, voce
- Captain Beefheart - armonica a bocca, arpa, voce
- George Duke - sintetizzatore, voce
- Bruce Fowler - trombone
- Tom Fowler - basso
- Chester Thompson - batteria
- Denny Walley - voce, chitarra
- Frank Zappa - chitarra, sintetizzatore, voce, produzione